# Johann Koditek
Johann Ferdinand Koditek, uváděn také jako Jan Koditek, nesprávně Kodytek, (24. února 1874 Kopki, Polsko – 19. října 1940 Zschadrass, Sasko, Německo) byl vrchní zahradník na beaufortském panství a zakladatel botanické zahrady v Bečově nad Teplou.

## Život

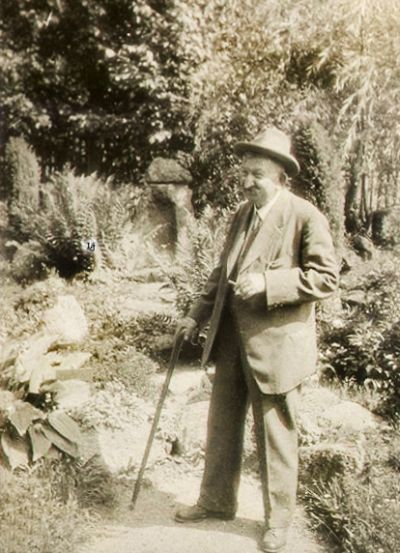
Jan Koditek v roce 1938

Johann Koditek se narodil v rodině zahradníka Jana Kodýtka a jeho ženy Barbory (rozená Nelinska) ve vesnici Kopki. Jeho otec byl zahradníkem hraběcí rodiny Hompesch-Bollheim a pečoval o zahrady a sady na zámcích v Nisku (tehdejší Halič) a Jaroslavicích. V období 1892–1893 se Johann vyučil zahradníkem, pravděpodobně u svého otce. V letech 1900–1901 absolvoval vzdělávací kurz zahradnických příručí ve Vídni a pokračoval ve studiu na vídeňské zahradnické škole. Krajská zemědělská rada (Landwirtschaftliche Gesellschaft) Horního  Rakouska v Mattighofen mu v roce 1904 nabídla místo a titul Wandergartner, které přijal a funkci vykonával až do roku 1907. Jeho úkolem bylo rozšiřovat povědomí o pěstování rostlin jak ve veřejném prostoru, tak v soukromém sektoru. K této činnosti využíval přednášky, názorné výsadby a vzorovou zahradu, o kterou pečoval. Přednášky vykonával na území Rakousko-Uherska. Podle dobového tisku například v roce 1906 ve městě Schalchen v Horních Rakousích měl pět přednášek s ukázkami péče o ovocné stromy, v tomtéž roce o měsíc později pak vedl ovocnářský kurz ve městě Kimpling. Ve městě Altmünster navrhl a realizoval městský park, do kterého vysázel konifery ze zámeckého zahradnictví v Jezeří.

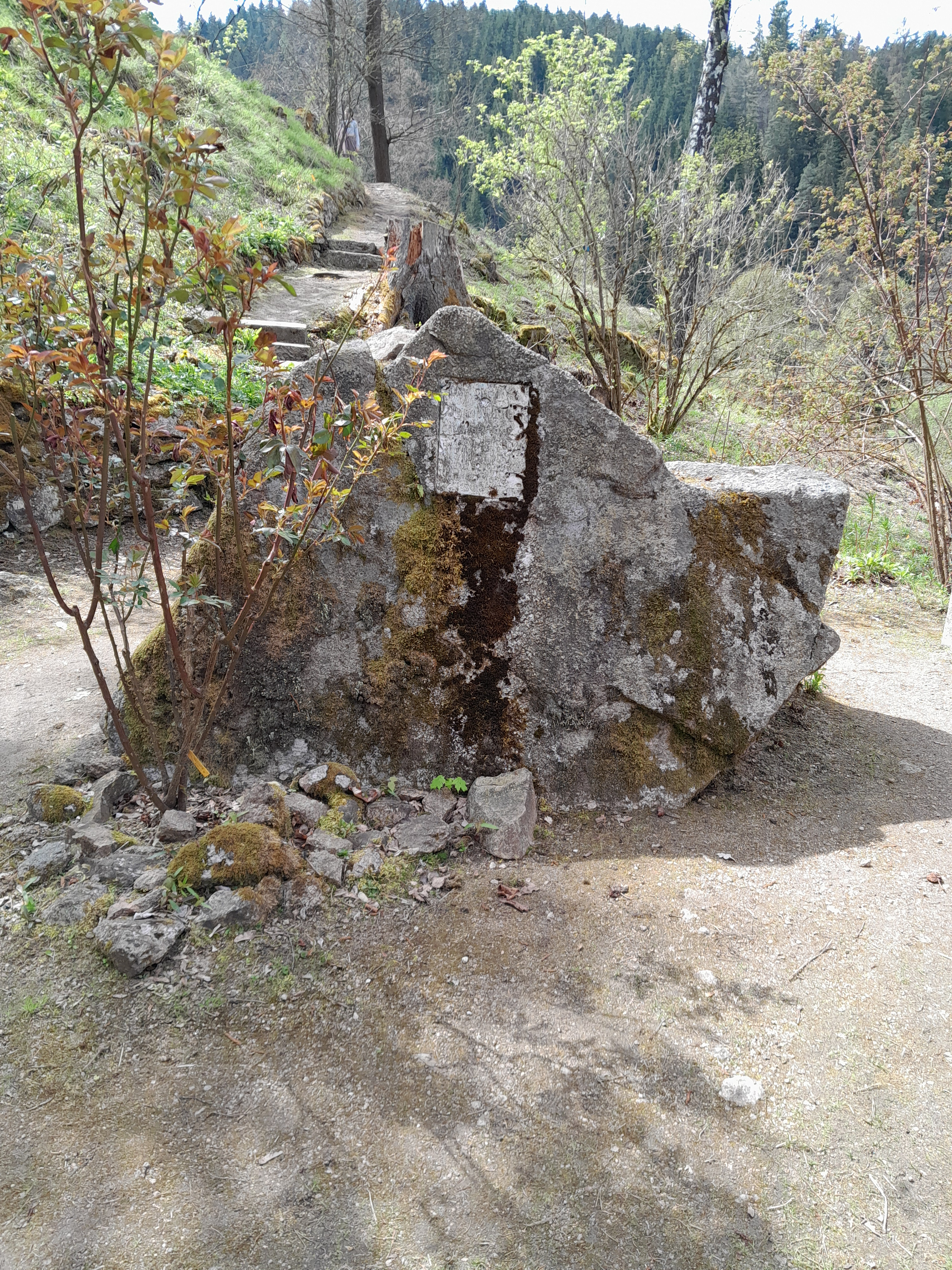
Pomník Johana Koditka v areálu Bečovské botanické zahrady

V roce 1907 byl doporučen dvorním zahradním ředitelem císařských zahrad a botanické zahrady v Schönbrunnu Antonem Umlauftem (1858–1919) do služeb šlechtické rodiny Beaufort-Spontin v Bečově nad Teplou. Kdy dorazil do Bečova nad Teplou, není známo. Prvním známým údajem je dům čp. 246, kde pobýval. Jeho zaměstnavatelem byl hrabě Bedřich Beaufort-Spontin. Jako hlavní zahradník přebudoval a upravil zámecké terasové zahrady a park u hradu. Terasy u zámku byly zčásti postaveny podle projektů architekta Josefa Zítka. Založil moderní zahradnictví a sbírkové skleníky na ploše 2,5 ha v prostoru dnešního výrobního družstva Elektro Bečov nad Teplou. Z rozhodnutí posledního majitele beaufortského panství JUDr. Jindřicha, 5. vévody a 3. knížete z Beaufort-Spontin (1880–1966), navrhl vybudoval alpínum, trvalkovou sbírkovou zahradu a přírodně krajinářský park. Po výkupu prvního pozemku v roce 1918 začal budovat alpínum. Poslední pozemky byly vykoupeny v roce 1927. Výsadby začaly v roce 1927 a byly dokončeny v roce 1933. Díky precizně vypracovanému základnímu plánu, který obsahoval soupis rostlin s jasným číslováním, plánkem výsadby a krátkým popisem a který byl každý rok aktualizován, se může rekonstruovat Bečovská botanická zahrada tak, aby se přiblížila původnímu plánu Johanna Koditka.
Na počest hlavního zahradníka, podle jehož plánů a pod jehož vedením byla botanická zahrada vybudována, nechal hrabě Jindřich Beaufort-Spontin v areálu parku postavit pomník s nápisem:„Obergartner Johann Koditek hat diese Anlagen in der Jahren 1918–1935 nach seinen eigenen Planen geschaffen“ (Tento areál vytvořil v letech 1918–1935 podle svých vlastních plánů vrchní zahradník Johann Koditek). Podoba areálu je fotograficky zdokumentována v albu Licht-Bilder H. Beaufort'sche Schlossgärten Petschau (Fotografie vévodských zámeckých zahrad v Bečově) ze 30. let 20. století.

## Soukromý život

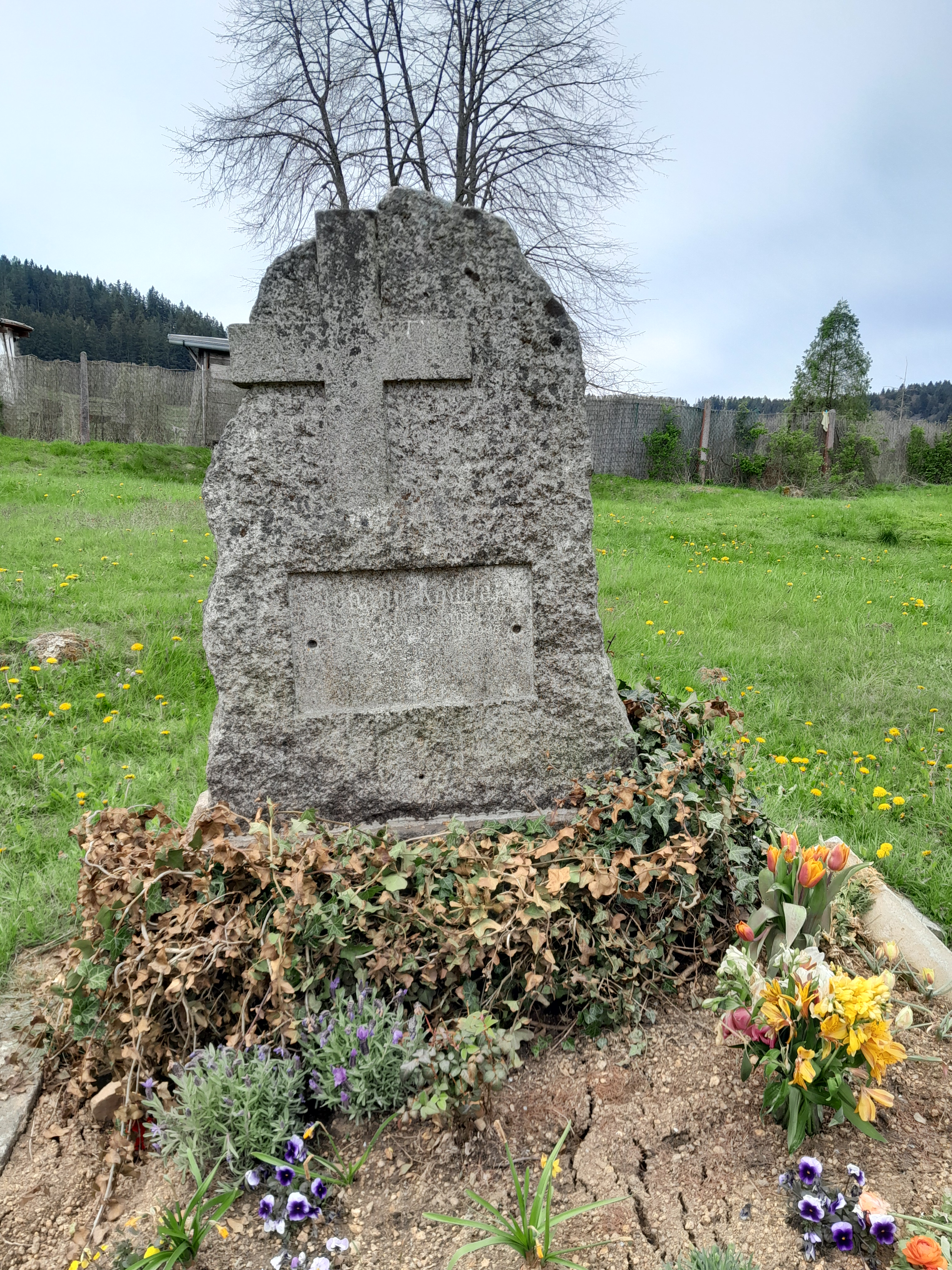
Hrob Johana Koditka na hřbitově v Bečově nad Teplou

Jeho matka Barbora se nedožila jeho dospělosti a jeho otec se podruhé oženil v roce 1893 s Annou Eleonorou, rozenou  Lederhofer.
Johann Koditek byl dvakrát ženatý. První manželství uzavřel s Terezií, rozenou Ebenzweier, ve městě Altmünster. Na zdejším zámku Ebenzweier se jim 10. června 1904 narodila dcera Anna, která zemřela ve věku nedožitých 15 let 1. března 1919 na tuberkulózu. Jeho první žena Terezie zemřela před rokem 1911. Podruhé se oženil 6. června 1911 s Františkou, rozenou Krausovou.

Johann Koditek, vrchní zahradník, zemřel na inspekční cestě v německém Zschadrassu 19. října 1940. Jeho ostatky byly převezeny do Bečova nad Teplou a 26. října 1940 byl pohřben na bečovském hřbitově.

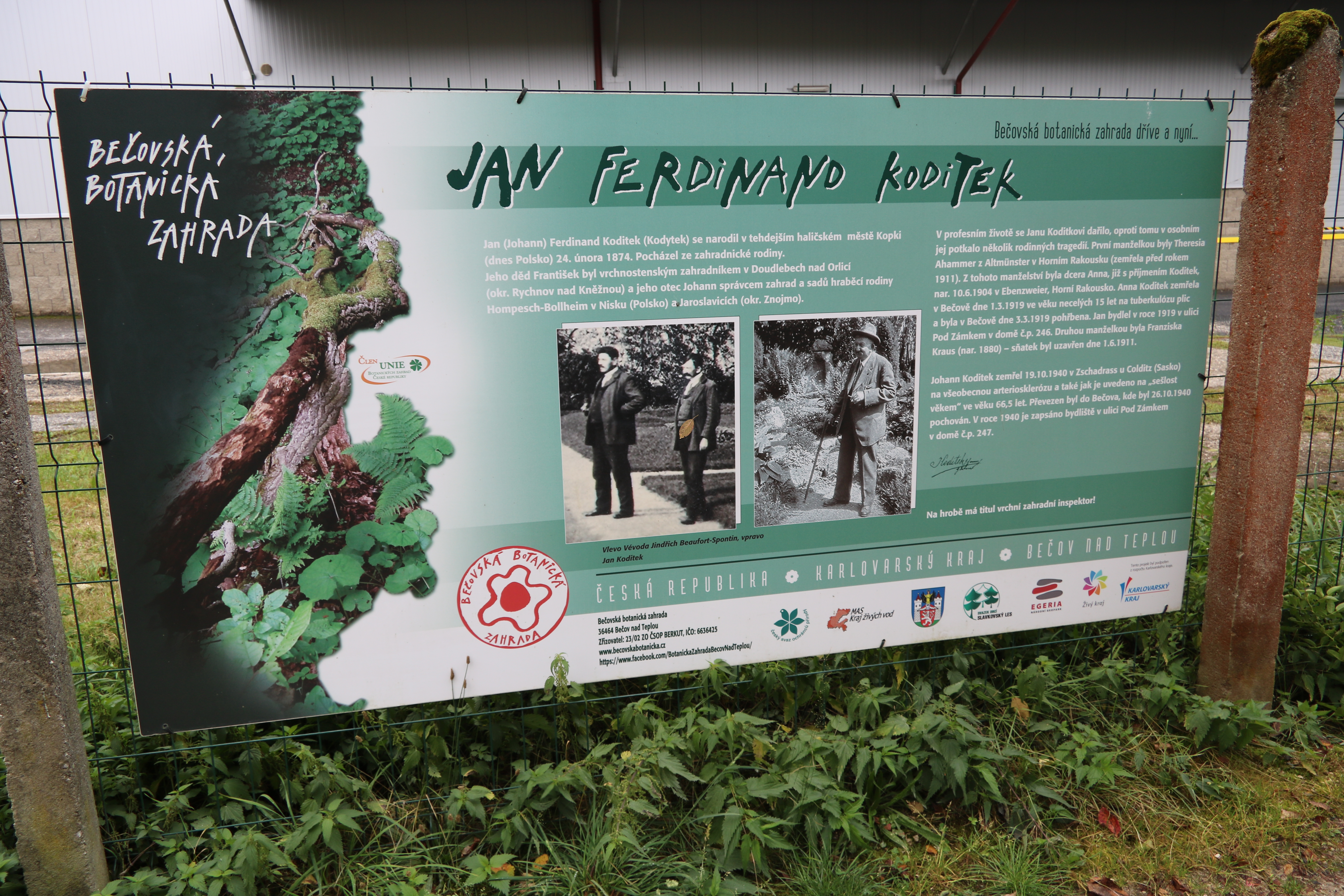
Informační panel u přístupové cesty k Bečovské botanické zahradě.
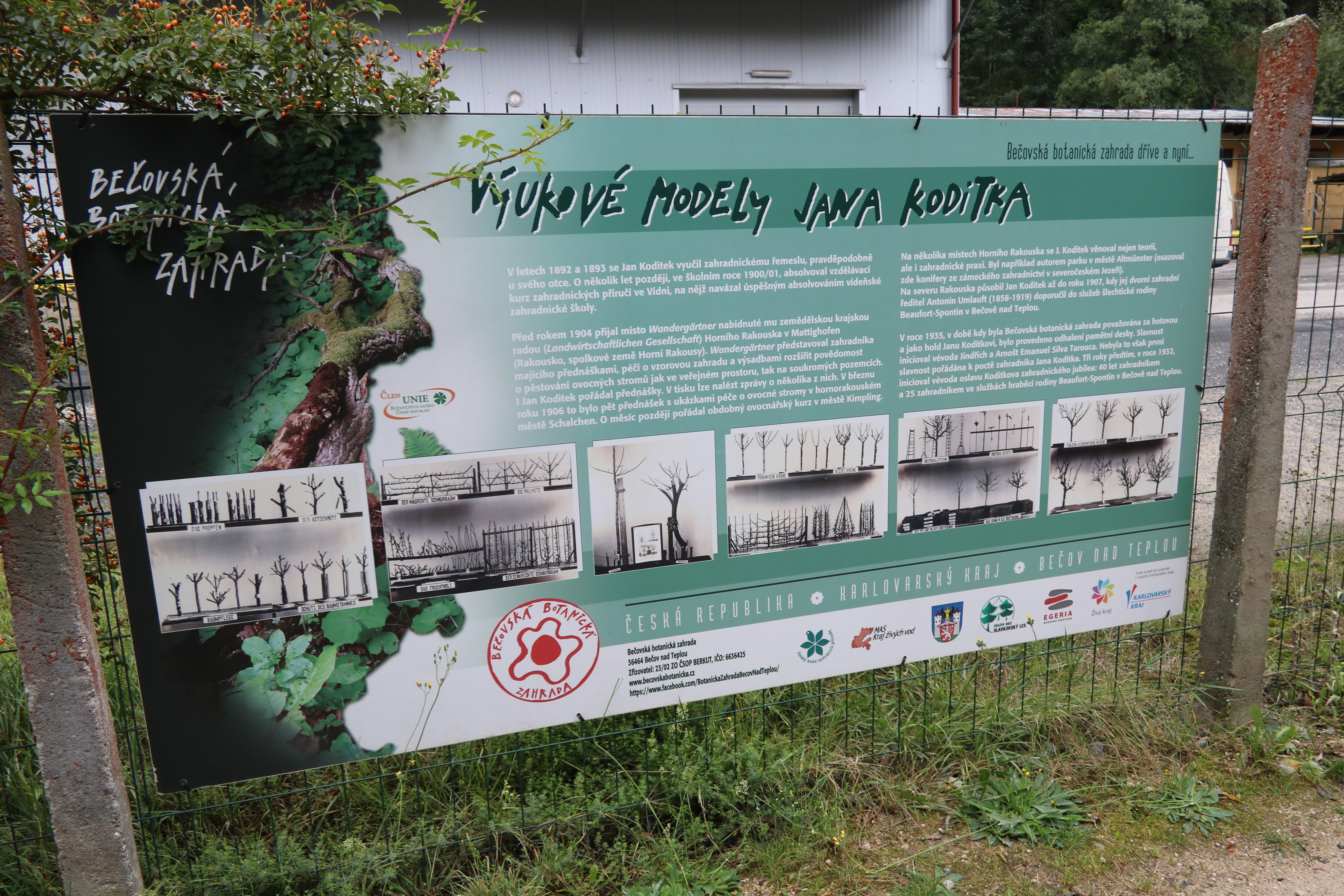
Informační panel u přístupové cesty k Bečovské botanické zahradě.
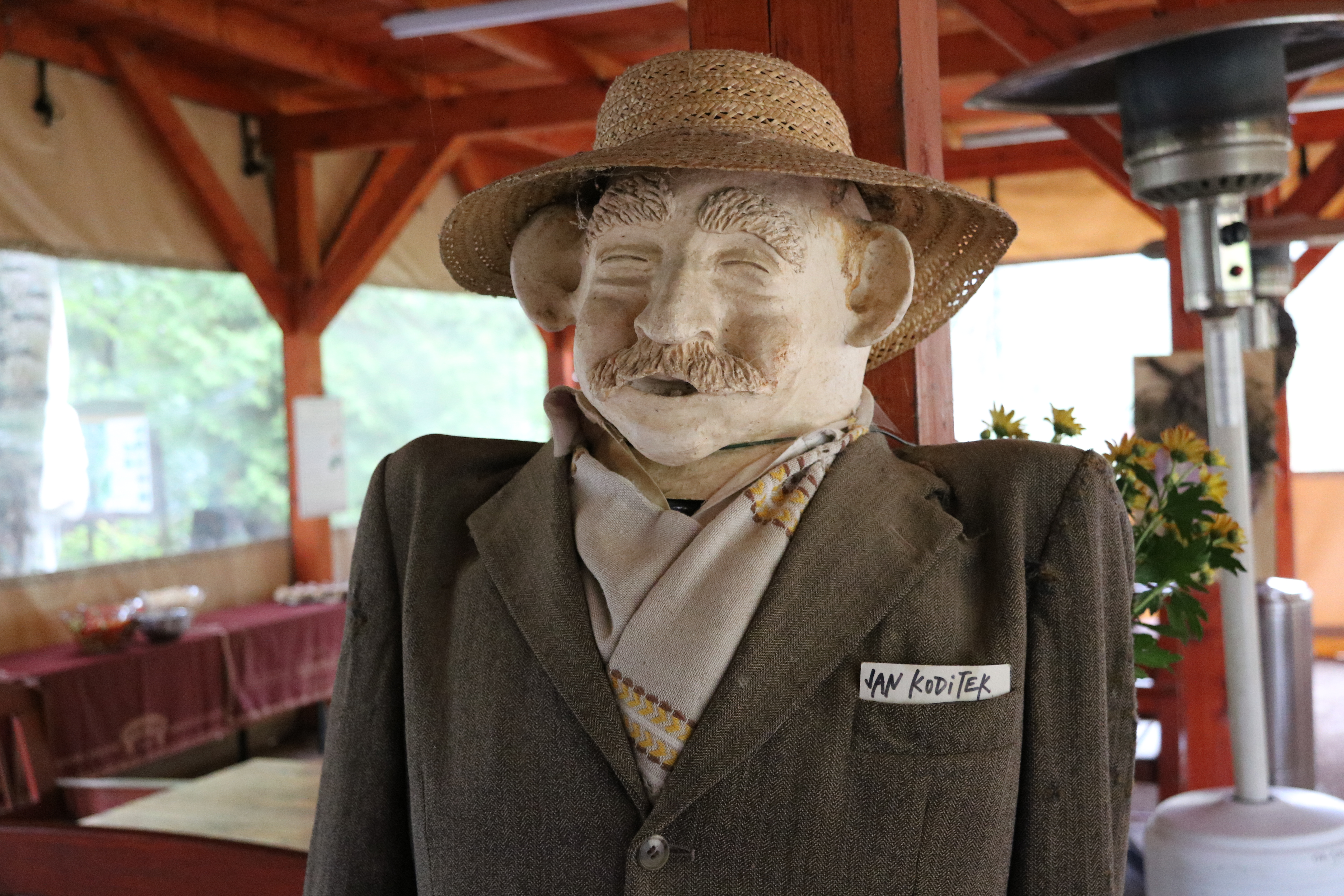
Figurína v prostorách Bečovské botanické zahrady.
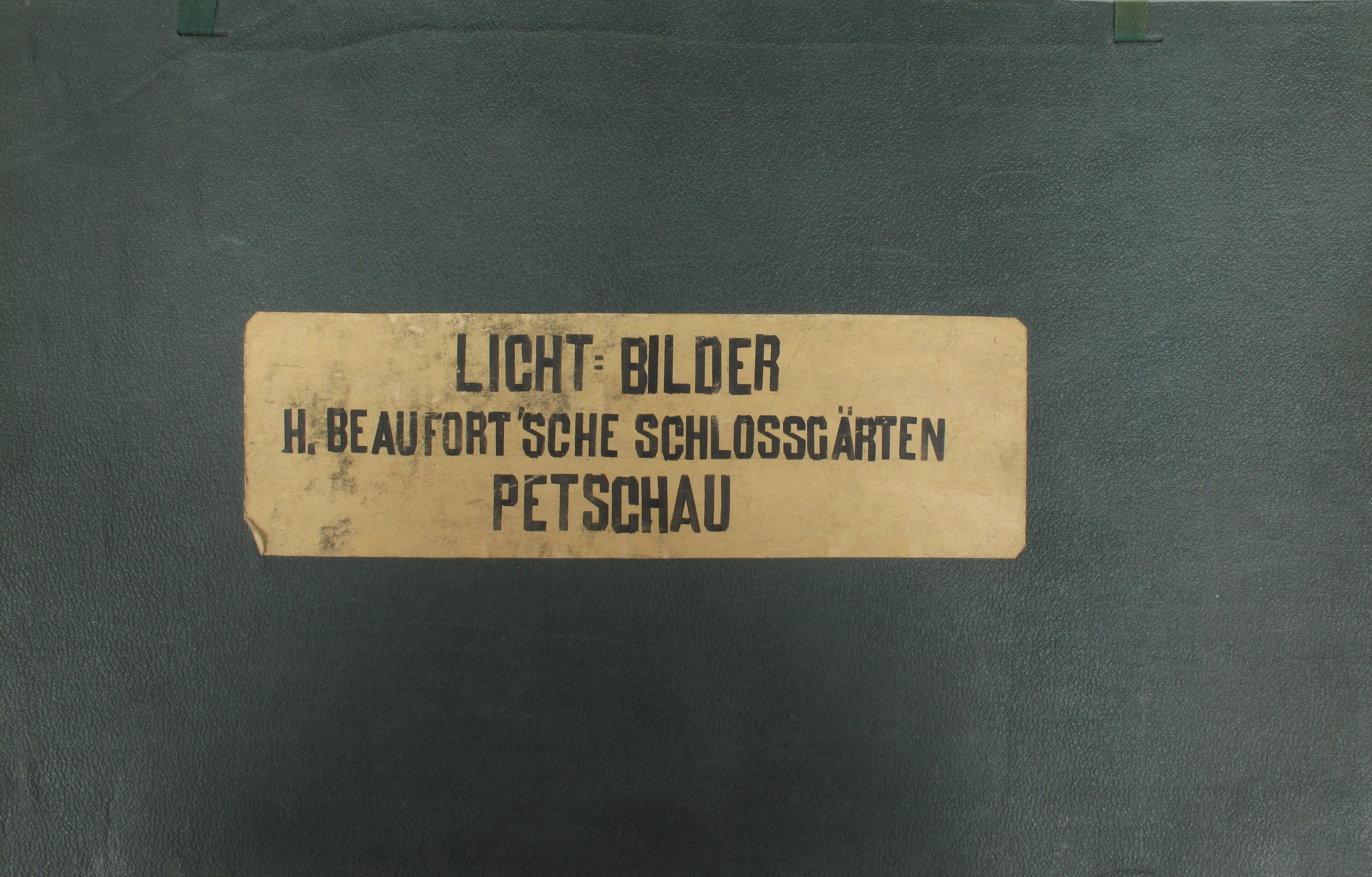
Přední strana fotografického alba Licht-Bilder H. Beaufort'sche Schlossgärten Petschau